# 토미 라몬
토머스 에르델리(영어: Thomas Erdelyi, 1949년 1월 29일 ~ 2014년 7월 11일)는 토미 라몬(영어: Tommy Ramone)으로 알려진 헝가리 출신 미국의 음악 프로듀서, 음악가, 작곡가이다. 그는 밴드의 존재 첫 4년 동안 영향력 있는 펑크 록 밴드 라몬즈의 드러머였고, 라몬즈의 가장 오래 살아남은 오리지널 멤버였다.

## 생애
타마스 에르데일리는 1949년 1월 29일 헝가리 부다페스트에서 태어났다. 그의 유대인 부모는 전문 사진작가로, 이웃에 의해 숨겨져 홀로코스트에서 살아남았다. 그의 친척들 중 많은 수가 나치에 의해 살해되었다.
이 가족은 1956년 헝가리 혁명 당시 헝가리를 떠났다. 1957년 그는 가족과 함께 미국으로 이민을 갔다. 처음에 사우스 브롱크스에 정착한 이 가족은 뉴욕 퀸스에 있는 포리스트힐스의 중산층 이웃으로 이사했다. 포리스트힐스의 베로나 에스테이트는 타마스가 자란 곳이며, 후에 '홈 스위트 홈'으로 묘사되었다. 그는 그의 이름을 토머스 에르델리로 바꾸었다.
고등학교 시절, 토미는 1960년대 중반에 학교 동료이자 기타리스트인 존 커밍스와 함께 개러지 록 밴드인 탠저린 퍼펫츠에서 기타를 연주했다. 18세에 학교를 떠난 후, 그는 레코드 플랜트 스튜디오에서 보조 엔지니어로 일하기 시작했고, 1970년 지미 헨드릭스의 음반 《Band of Gypsys》의 프로듀싱 작업을 했다.

## 사망
토미 라몬은 2014년 7월 11일 65세의 나이로 뉴욕 퀸스의 자택에서 사망했다. 그는 담관암 치료에 실패한 후 호스피스 치료를 받았다.